# Polyharnstoffe

Strukturformel eines Polyharnstoffs

Polyharnstoffe (im Deutschen ist auch Polyurea gebräuchlich) sind Polymere, die durch die Polyaddition von Isocyanaten und Aminen entstehen. Das Polymer besitzt ein Strukturelement, das dem Harnstoff ähnelt: -[-NH-R-NH-(C=O)-NH-R’-NH-(C=O)-]n-
Strukturell gehören sie zu den Aminoplasten.

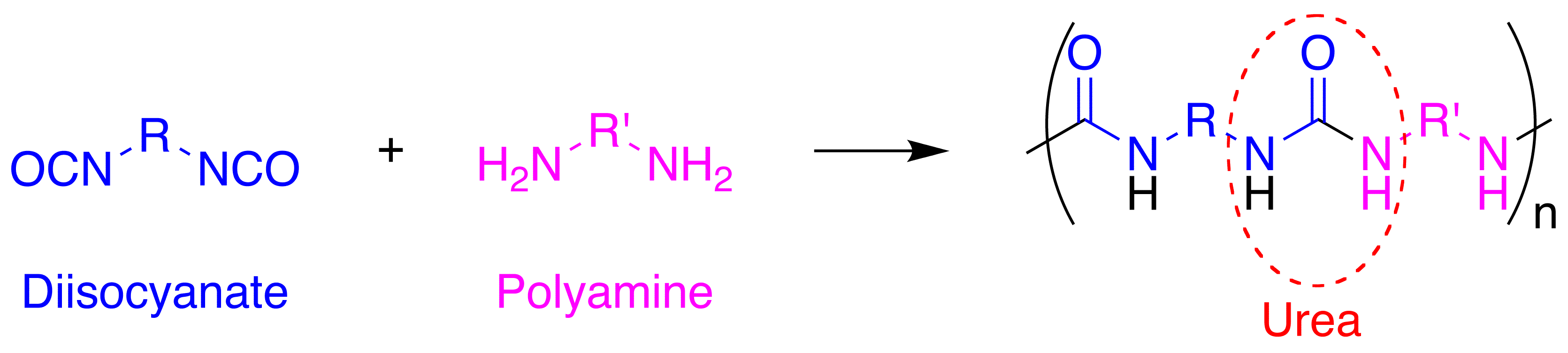
Kettenbildung (englisch beschriftet)

## Herstellung
Die verwendeten Isocyanate können monomer (mit mindestens 2 Isocyanatgruppen) sein, polymer oder es werden sogenannte Prepolymere eingesetzt, die aus Polyolen mit einem Überschuss Isocyanaten hergestellt werden und daher Isocyanat-Endgruppen enthalten.
Die benötigten Amine können als 2. Komponente zugefügt werden oder aber aus den Isocyanaten durch Reaktion mit Wasser erzeugt werden.
{\displaystyle \mathrm {O{=}C{=}N{-}R^{1}{-}N{=}C{=}O+H_{2}O\ \longrightarrow \ \ H_{2}N{-}R^{1}{-}N{=}C{=}O+CO_{2}\uparrow } }
Auch hier hat man zwei Möglichkeiten:
- das Wasser wird als 2. Komponente zugefügt (Zweikomponentensysteme, meist in Kombination mit Polyolen) – dies ist ein übliches Verfahren zur Produktion von Polyurethanschaumstoffen
- die Härtung erfolgt mit Wasserdampf aus der Luft (Einkomponentensysteme)

Bei beiden Verfahren entsteht Kohlenstoffdioxid, das das Polymer zum Aufschäumen bringt. Doch lassen sich mit Einkomponentensystemen durchaus homogene, nicht aufgeschäumte Beschichtungen herstellen, wenn die Schichten dünn genug sind und so das Kohlenstoffdioxid schnell genug aus der Polymerschicht diffundieren kann. Dies wird bei einkomponentigen Polyurethanlacken ausgenutzt. Will man dickere Schichten erzielen, kann das CO2 z. B. mit Hilfe von Calciumoxid gebunden werden. Eine weitere Möglichkeit, nicht schäumende einkomponentige Beschichtungen zu erzeugen, besteht darin, sogenannte latente Härter mit Isocyanaten zu kombinieren. Dies können z. B. Oxazolidine sein, die mit Wasser zu Aminoalkoholen hydrolysieren, die dann mit den Isocyanatgruppen zu Harnstoff- und Urethangruppen reagieren.

## Eigenschaften
Zweikomponentige Systeme aus aliphatischen Aminen und Isocyanaten reagieren infolge der hohen Nukleophilie der Amine meist sehr schnell und müssen daher maschinell mit Zweikomponenten-Mischanlagen verarbeitet werden – die Topfzeiten bewegen sich im Bereich von Sekunden. Es sind aber auch deutlich weniger reaktive, meist aromatische Amine verfügbar, die eine Verarbeitung von Hand erlauben. Hierzu gehören z. B. 4,4′-Methylenbis(2-chloranilin) (MbOCA), bis-Methylthiotoluylendiamin, N,N’-Bis(sec-butylamino)diphenylmethan und Diethyltoluylendiamin. Daneben sind auch aliphatische Amine verfügbar, wie Polyasparaginsäureester, die ebenfalls relativ langsam reagieren, aber im Gegensatz zu den aromatischen Aminen nicht zur Verfärbung neigen.
Polyharnstoffe weisen gute bis sehr gute Chemikalienbeständigkeit sowie hohe Elastizität und Reißfestigkeit auf.

## Verwendung
- Beschichtungen
- Elastomere
- Klebstoffe
- Lacke
- Montageschaum
- Ortschaum
- Schaumstoffe